# Imelda Marcosová
Imelda Marcosová (* 2. července 1929, dívčím jménem Imelda Remedios Visitación Romuáldez y Trinidad) je vdova po bývalém filipínském prezidentovi Ferdinandu Marcosovi. Působila jako první dáma Filipín od roku 1965 do roku 1986.
Narodila se v Manile, ale před druhou světovou válkou se poté, co jí zemřela matka, přestěhovala do Taclobanu. V roce 1950 se vrátila do Manily, kde se živila jako zpěvačka a modelka. O čtyři roky později se provdala za Ferdinanda Marcose, který se v listopadu 1965 stal prezidentem Filipín. Jako první dáma se Imelda Marcosová krom státních návštěv věnovala výstavbě v okolí Manily a nakupování. Proslula svou sbírkou extravagantních šatů, šperků a stovek párů bot, díky níž získal přezdívku „Ocelový motýlek“.
Poté, co byli Marcosovi v roce 1986 svrženi a prchli na Havaj, museli část svého obřího majetku Filipínám vrátit.
V havajském vyhnanství její manžel roku 1989 zemřel, Imelda Marcosová pak dostala v roce 1992 milost. Ve stejném roce se neúspěšně pokusila stát se prezidentkou Filipín, v letech 1995 a 2010 ale byla zvolena filipínskou poslankyní.

## Vyznamenání
- řetěz Řádu zlatého srdce – Filipíny, 1965
- Řád drahocenné koruny I. třídy – Japonsko, 1966
- dáma velkostuhy Řádu Chula Chom Klao – Thajsko, 15. ledna 1968
- Pamětní medaile 2500. výročí Perské říše – Írán, 14. října 1971[6]
- komtur Filipínské čestné legie – Filipíny, 1972
- Prezidentská medaile za zásluhy – Filipíny, 1974
- velkokříž Řádu Isabely Katolické – Španělsko, 18. února 1974[7]
- Korunovační medaile krále Biréndry – Nepál, 24. února 1975[8]
- Řád 23. srpna I. třídy – Rumunsko, 9. dubna 1975
- velkostuha Nejvyššího řádu renesance – Jordánsko, 1. března 1976
- velkokříž Národního řádu za zásluhy – Gabon, 8. července 1976
- Řád Gabriely Silang – Filipíny